# Barkelsby
Barkelsby er en landsby og kommune beliggende nordøst for Egernførde på halvøen Svans i Sydslesvig. Administrativt hører kommunen under Rendsborg-Egernførde kreds i den nordtyske delstat Slesvig-Holsten. Kommunen omfatter ved siden af selve landsby Barkelsby bebyggelserne Bønry (på tysk Böhnrüh), Engelsborg (Engelsburg), Himmelmark (Hemmelmark), Hohenstein, Mosebjerg (Mohrberg), Ny Barkelsby, Rossø (Rossee), Rossø Mose (Rosseemoor), Røgind (Rögen) og Vesterskov (Westerschau). Den samarbejder på administrativt plan med andre kommuner i omegnen i Slien-Østersø kommunefællesskab (Amt Schlei-Ostsee). I kirkelig henseende hører Barkelsby under Borreby Sogn. Sognet lå i Risby Herred (senere Svans  godsdistrikt), da området var dansk.
Barkelsby blev første gang nævnt i 1542. Stednavnet betyder hhv. Barkels eller Biarnkils by, afledt af oldnordisk baltr for bjørne og ketill for kedel. Rossø går tilbage til oldnordisk hross, hors (sml. Rosager ved Slesvig). Himmelmark blev første gang nævnt 1462. Stednavnet henviser til det oldnordiske mandsnavn Hammall, som i gammeldansk blev til Hæmæl. Efter an anden forklaring går navnet tilbage til olddansk *hæmil for en forhøjning eller en klint.
Nabokommuner er Egernførde, Gammelby, Lose, Risby og Vabs.